# Călărețul fără cap (serial TV)
Legenda călărețului fără cap (titlu original Sleepy Hollow) este un serial de televiziune american în genurile dramatic, fantezie, mister, thriller, aventură. A avut premiera pe Fox la 16 septembrie 2013, fiind transmis în fiecare luni de la ora 9:00 PM ET. Serialul este o adaptare care are loc în zilele noastre a povestirii din 1820 "The Legend of Sleepy Hollow" (Legenda călărețului fără cap) scrisă de autorul american Washington Irving.

## Transmisie TV
Sleepy Hollow va fi transmis în Canada de Global Television Network începând cu 16 septembrie 2013. În Australia, serialul va avea premiera pe Network Ten la 17 septembrie 2013, la câteva ore după premiera americană. Universal Channel a cumpărat drepturile de transmisie în Regatul Unit.

## Prezentare generală
| Sezon | Sezon | Episoade | Premiera TV        | Premiera TV         | Premiera pe DVD și Blu-ray | Premiera pe DVD și Blu-ray | Premiera pe DVD și Blu-ray |
| Sezon | Sezon | Episoade | Premiera sezonului | Sfârșitul sezonului | Regiunea 1                 | Regiunea 2                 | Regiunea 4                 |
| ----- | ----- | -------- | ------------------ | ------------------- | -------------------------- | -------------------------- | -------------------------- |
|       | 1     | 13       | 16 septembrie 2013 | TBA                 | TBA                        | TBA                        | TBA                        |

## Distribuție

### Roluri principale
- Tom Mison - Ichabod Crane
- Nicole Beharie - Abbie Mills
- Orlando Jones - Cpt. Frank Irving
- Katia Winter - Katrina Crane

## Episoade
| Sezonul | Sezonul | Episoade | Episoade | Premiera TV        | Premiera TV       |
| Sezonul | Sezonul | Episoade | Episoade | Prima transmisie   | Ultima transmisie |
| ------- | ------- | -------- | -------- | ------------------ | ----------------- |
|         | 1       | 13       | 13       | 16 septembrie 2013 | 20 ianuarie 2014  |
|         | 2       | 18       | 18       | 22 septembrie 2014 | 23 februarie 2015 |
|         | 3       | 18       | 18       | 1 octombrie 2015   | 8 aprilie 2016    |
|         | 4       | 13       | 13       | 6 ianuarie 2017    | 31 martie 2017    |

### Sezonul I (2013–2014)
| Nr. în serial | Nr. în sezon | Titlu                       | Regizat de       | Scris de | Data difuzării     | Cod de producție | US telespectatori (milioane) |
| --- | ------------ | --------------------------- | ---------------- | --- | ------------------ | ---------------- | ---------------------------- |
| 1 | 1            | „Pilot”                     | Len Wiseman      | Poveste de: Roberto Orci & Alex Kurtzman & Phillip Iscove & Len Wiseman Scenari de: Alex Kurtzman & Roberto Orci & Phillip Iscove | 16 septembrie 2013 | 1AWL79           | 10.10                        |
| Ichabod Crane și Călărețul fără Cap călătoresc cumva cca. 250 de ani în viitor și ajung în 2013 în Sleepy Hollow, New York. Lt. Abbie Mills se întâlnește cu Ichabod în timp ce acesta încearcă să vâneze Călărețul fără Cap. Forțele locale de poliție cred că Ichabod este un nebun care pretinde că este un britanic care a trecut de partea Americii Coloniale și este considerat suspect în cazul decapitării fostului șerif, nimeni nu crede în posibilitatea existenței unui Călăreț fără Cap care ucide cu un topor încins. Ichabod crede că acesta este unul dintre Cei patru călăreți ai Apocalipsei și anume MOARTEA care călărește un cal negru. Cu toate acestea, există secrete întunecate în Sleepy Hollow, iar Abbie și Ichabod trebuie să găsească unde este îngropat capul Călărețului. |              |                             |                  | |                    |                  |                              |
| 2 | 2            | „Blood Moon”                |                  | | 23 septembrie 2013 |                  | 8.59                         |
| 3 | 3            | „For the Triumph of Evil”   |                  | José Molina | 30 septembrie 2013 |                  | 7.97                         |
| 4 | 4            | „The Lesser Key of Solomon” | Paul Edwards     | Damian Kindler | 7 octombrie 2013   | 1AWL03           | 7.96                         |
| 5 | 5            | „John Doe”                  | Ernest Dickerson | Melissa Blake | 14 octombrie 2013  | 1AWL04           | 7.59                         |
| 6 | 6            | „The Sin Eater”             | Ken Olin         | Poveste de: Aaron Rahsaan Thomas Scenariu de: Alex Kurtzman & Mark Goffman                                                        | 4 noiembrie 2013   | 1AWL05           | 7.08                         |
| 7 | 7            | „The Midnight Ride”         | Doug Aarniokoski | Heather V. Regnier | 11 noiembrie 2013  | 1AWL06           | 7.03                         |
| 8 | 8            | „Necromancer”               | Paul Edwards     | Mark Goffman & Phillip Iscove | 18 noiembrie 2013  | 1AWL07           | 7.09                         |
| 9 | 9            | „Sanctuary”                 | Liz Friedlander  | Damian Kindler & Chitra Elizabeth Sampath                                                                                         | 25 noiembrie 2013  | 1AWL08           | 6.56                         |
| 10 | 10           | „The Golem”                 | J. Miller Tobin  | Poveste de: Alex Kurtzman Scenariu de: Mark Goffman & Jose Molina                                                                 | 9 decembrie 2013   | 1AWL09           | 6.65                         |
| 11 | 11           | „The Vessel”                | Romeo Tirone     | Poveste de: Mark Goffman & David McMillan Scenariu de: Melissa Blake                                                              | 13 ianuarie 2014   | 1AWL10           | 6.46                         |
| 12 | 12           | „The Indispensable Man”     | Adam Kane        | Poveste de: Sam Chalsen Scenariu de: Damian Kindler & Heather V. Regnier                                                          | 20 ianuarie 2014   | 1AWL11           | 6.82                         |
| 13 | 13           | „Bad Blood”                 | Ken Olin         | Alex Kurtzman & Mark Goffman | 20 ianuarie 2014   | 1AWL12           | 7.05                         |

### Sezonul 2 (2014–2015)
| Nr. în serial | Nr. în sezon | Titlu                      | Regizat de       | Scris de                                                                 | Data difuzării     | Cod de producție | US telespectatori (milioane) |
| ------------- | ------------ | -------------------------- | ---------------- | ------------------------------------------------------------------------ | ------------------ | ---------------- | ---------------------------- |
| 14            | 1            | „This Is War”              | Ken Olin         | Mark Goffman                                                             | 22 septembrie 2014 | 2AWL01           | 5.51                         |
| 15            | 2            | „The Kindred”              | Paul Edwards     | Mark Goffman & Albert Kim                                                | 29 septembrie 2014 | 2AWL02           | 5.04                         |
| 16            | 3            | „Root of All Evil”         | Jeffrey Hunt     | Melissa Blake & Donald Todd                                              | 6 octombrie 2014   | 2AWL04           | 4.46                         |
| 17            | 4            | „Go Where I Send Thee...”  | Doug Aarniokoski | Damian Kindler                                                           | 13 octombrie 2014  | 2AWL03           | 4.76                         |
| 18            | 5            | „The Weeping Lady”         | Larry Teng       | M. Raven Metzner                                                         | 20 octombrie 2014  | 2AWL05           | 5.02                         |
| 19            | 6            | „And the Abyss Gazes Back” | Doug Aarniokoski | Heather V. Regnier                                                       | 27 octombrie 2014  | 2AWL06           | 4.62                         |
| 20            | 7            | „Deliverance”              | Nick Copus       | Sam Chalsen & Nelson Greaves                                             | 3 noiembrie 2014   | 2AWL07           | 4.52                         |
| 21            | 8            | „Heartless”                | David Boyd       | Albert Kim                                                               | 10 noiembrie 2014  | 2AWL08           | 4.65                         |
| 22            | 9            | „Mama”                     | Wendey Stanzler  | Damian Kindler                                                           | 17 noiembrie 2014  | 2AWL09           | 4.68                         |
| 23            | 10           | „Magnum Opus”              | Doug Aarniokoski | Donald Todd                                                              | 24 noiembrie 2014  | 2AWL10           | 4.28                         |
| 24            | 11           | „The Akeda”                | Dwight Little    | Mark Goffman                                                             | 1 decembrie 2014   | 2AWL11           | 4.51                         |
| 25            | 12           | „Paradise Lost”            | Russell Fine     | M. Raven Metzner                                                         | 5 ianuarie 2015    | 2AWL12           | 4.48                         |
| 26            | 13           | „Pittura Infamante”        | John Leonetti    | Melissa Blake                                                            | 19 ianuarie 2015   | 2AWL13           | 4.19                         |
| 27            | 14           | „Kali Yuga”                | Doug Aarniokoski | Poveste de: Heather V. Regnier Scenariu de: Sam Chalsen & Nelson Greaves | 26 ianuarie 2015   | 2AWL14           | 4.37                         |
| 28            | 15           | „Spellcaster”              | Paul Edwards     | Albert Kim                                                               | 2 februarie 2015   | 2AWL15           | 4.38                         |
| 29            | 16           | „What Lies Beneath”        | Dwight Little    | Poveste de: Damian Kindler & Phillip Iscove Scenariu de: Damian Kindler  | 9 februarie 2015   | 2AWL16           | 3.87                         |
| 30            | 17           | „Awakening”                | Doug Aarniokoski | M. Raven Metzner                                                         | 16 februarie 2015  | 2AWL17           | 4.47                         |
| 31            | 18           | „Tempus Fugit”             | Paul Edwards     | Mark Goffman                                                             | 23 februarie 2015  | 2AWL18           | 4.35                         |

### Sezonul 3 (2015–2016)
| Nr. în serial | Nr. în sezon | Titlu                        | Regizat de         | Scris de                                          | Data difuzării    | Cod de producție | US telespectatori (milioane) |
| ------------- | ------------ | ---------------------------- | ------------------ | ------------------------------------------------- | ----------------- | ---------------- | ---------------------------- |
| 32            | 1            | „I, Witness”                 | Peter Weller       | Albert Kim                                        | 1 octombrie 2015  | 3AWL02           | 3.46                         |
| 33            | 2            | „Whispers in the Dark”       | Russell Fine       | M. Raven Metzner                                  | 8 octombrie 2015  | 3AWL01           | 3.27                         |
| 34            | 3            | „Blood and Fear”             | Kate Dennis        | Damian Kindler                                    | 15 octombrie 2015 | 3AWL03           | 2.97                         |
| 35            | 4            | „The Sisters Mills”          | Guillermo Navarro  | Heather V. Regnier                                | 22 octombrie 2015 | 3AWL04           | 2.89                         |
| 36            | 5            | „Dead Men Tell No Tales”     | Russell Fine       | Sam Chalsen & Nelson Greaves                      | 29 octombrie 2015 | 3AWL05           | 4.57                         |
| 37            | 6            | „This Red Lady from Caribee” | Olatunde Osunsanmi | Shernold Edwards                                  | 5 noiembrie 2015  | 3AWL06           | 3.04                         |
| 38            | 7            | „The Art of War”             | Hanelle Culpepper  | Joe Webb                                          | 12 noiembrie 2015 | 3AWL07           | 3.02                         |
| 39            | 8            | „Novus Ordo Seclorum”        | Russell Fine       | Leigh Dana Jackson                                | 19 noiembrie 2015 | 3AWL08           | 2.80                         |
| 40            | 9            | „One Life”                   | Kate Dennis        | Albert Kim                                        | 5 februarie 2016  | 3AWL09           | 3.13                         |
| 41            | 10           | „Incident At Stone Manor”    | Dwight Little      | M. Raven Metzner                                  | 12 februarie 2016 | 3AWL10           | 3.16                         |
| 42            | 11           | „Kindred Spirits”            | Olatunde Osunsanmi | Heather V. Regina                                 | 19 februarie 2016 | 3AWL11           | 3.09                         |
| 43            | 12           | „Sins of the Father”         | Wendey Stanzler    | Damian Kindler                                    | 26 februarie 2016 | 3AWL12           | 2.96                         |
| 44            | 13           | „Dark Mirror”                | Sylvain White      | Sam Chalsen & Nelson Greaves                      | 4 martie 2016     | 3AWL13           | 2.96                         |
| 45            | 14           | „Into the Wild”              | Paul Edwards       | Albert Kim                                        | 11 martie 2016    | 3AWL14           | 2.91                         |
| 46            | 15           | „Incommunicado”              | Russell Fine       | Shernold Edwards & Heather V. Regnier             | 18 martie 2016    | 3AWL15           | 2.83                         |
| 47            | 16           | „Dawn's Early Light”         | Paul Edwards       | Leigh Dana Jackson & Sam Chalsen & Nelson Greaves | 25 martie 2016    | 3AWL16           | 2.52                         |
| 48            | 17           | „Delaware”                   | Marc Roskin        | Damian Kindler                                    | 1 aprilie 2016    | 3AWL17           | 2.62                         |
| 49            | 18           | „Ragnarok”                   | Russell Fine       | M. Raven Metzner                                  | 8 aprilie 2016    | 3AWL18           | 2.96                         |

### Sezonul 4 (2017)
| Nr. în serial | Nr. în sezon | Titlu                         | Regizat de        | Scris de         | Data difuzării    | Cod de producție | US telespectatori (milioane) |
| ------------- | ------------ | ----------------------------- | ----------------- | ---------------- | ----------------- | ---------------- | ---------------------------- |
| 50            | 1            | „Columbia”                    | Russell Fine      | Albert Kim       | 6 ianuarie 2017   | 4AWL01           | 2.19                         |
| 51            | 2            | „In Plain Sight”              | Marc Roskin       | Bryan Q. Miller  | 13 ianuarie 2017  | 4AWL02           | 2.14                         |
| 52            | 3            | „Heads of State”              | Kellie Cyrus      | M. Raven Metzner | 20 ianuarie 2017  | 4AWL03           | 1.91                         |
| 53            | 4            | „The People v. Ichabod Crane” | Jim O'Hanlon      | Sam Chalsen      | 27 ianuarie 2017  | 4AWL04           | 2.16                         |
| 54            | 5            | „Blood from a Stone”          | Marc Roskin       | Theo Travers     | 3 februarie 2017  | 4AWL05           | 1.83                         |
| 55            | 6            | „Homecoming”                  | Jim O'Hanlon      | Joe Webb         | 10 februarie 2017 | 4AWL06           | 2.00                         |
| 56            | 7            | „Loco Parentis”               | Russell Fine      | Zoë Green        | 17 februarie 2017 | 4AWL07           | 1.82                         |
| 57            | 8            | „Sick Burn”                   | Darnell Martin    | Joey Falco       | 24 februarie 2017 | 4AWL08           | 1.78                         |
| 58            | 9            | „Child's Play”                | Michael Goi       | Francisca X. Hu  | 3 martie 2017     | 4AWL09           | 1.88                         |
| 59            | 10           | „Insatiable”                  | Steven A. Adelson | Keely MacDonald  | 10 martie 2017    | 4AWL10           | 1.74                         |
| 60            | 11           | „The Way of the Gun”          | Russell Fine      | Bryan Q. Miller  | 17 martie 2017    | 4AWL11           | 1.82                         |
| 61            | 12           | „Tomorrow”                    | Marc Roskin       | Albert Kim       | 24 martie 2017    | 4AWL12           | 1.96                         |
| 62            | 13           | „Freedom”                     | Russell Fine      | M. Raven Metzner | 31 martie 2017    | 4AWL13           | 1.72                         |